# Хепат
Хепат, також Хепа, Хеба, Хебат (угар. ḫbt) — хуррітська верховна богиня сонця, дружина Тешуба — бога громовника, яка також шанувалася в хетській міфології. Перша згадка богині міститься в тексті з Ебл як Ḫabatu, що, ймовірно, є похідним від *Ḫalbatu у значенні «богиня Халаба» . Хетти називали свою богиню «пані», «царицею країни Хатті, царицею неба Хепат».

## Походження
У Хепи та Ташуба було троє дітей: син Шарума, дочки Алланзу  та Кунцішалі. Всі вони представлені в скельному святилищі Язилик. Згідно з аналами Хаттусілі I, Хепа була дочкою богині підземного світу Аллані.
Хепат прислужував візир на ім'я Цумева, а також кілька богинь.

## Вшанування
Тешуб Халабський і Хепа складали божественну пару. Хепа порівнювалася з хетською Арінніті, а Тешуб з верховним хетським богом Тархунтом. Місця поклоніння Хепи знаходилися в Халабі, Уді та Кіццуватні.
У лувійських ієрогліфах періоду Сиро-хетського царства Хепа називається Хіпута або Хіпату і вважається дружиною Тархунца . Її хурритський чоловік Тешуб досить рідко (як Тисупа) з'являвся в ієрогліфічних написах. Двоє дітей Хепи також шанувалися: Саррума та Алланзува. На території Даренде вона зображена на троні з чашею для пиття, а Саррума — позаду неї на пантері. Перед ними правитель Арнуванті проводить обряд лібації.
Пізніше в період Римської імперії Хепа вважалася лідійцями як Meter Hipta, годувальниця Діоніса. Ієродули присвячували цій богині проповіді.